# Victor Lindborg
Victor Lindborg, född 15 november 1868 i Enåker, Västmanlands län, död 7 januari 1956 i Vadstena, var en svensk skulptör. 
Han var son till odlaren Jan Carlsson och Anna Lindborg och från 1926 gift med Ingrid Ida Katarina Wallberg. Lindborg studerade vid Tekniska skolan i Stockholm i sju års tid samt under studieresor till Italien, Nordafrika, Frankrike och Tyskland. Tillsammans med sin fru ställde han ut på Lilla utställningen i Stockholm 1932 och genomförde därefter ett stort antal separatutställningar. Han medverkade i samlingsutställningar i Strängnäs, Eskilstuna och på Liljevalchs konsthall. Han utförde ett stort antal porträttskulpturer av bland annat Kung Gustav V för Stockholms slott, storhertigen av Sachsen Coburg-Gotha, prins Carl, drottning Ingrid och en porträttrelief av Mussolini samt brons och silvermedaljer av Gustav V. För Mellösa kyrka utförde han en ny fot till dopfunten från 1100-talet. Lindborg är representerad vid Eskilstuna konstmuseum, Statens historiska museum, Göteborgs konserthus och Kungliga slottets samlingar. 